# Telsen
Telsen est une petite localité d'Argentine, chef-lieu du département de Telsen, au nord de la province de Chubut.
La localité fut fondée officiellement le 9 décembre 1898 par Juan Morley.

## Géographie
Telsen se trouve à 176 km à l'ouest de Puerto Madryn sur route provinciale RP 4, qui unit cette dernière à la Cordillère des Andes en longeant la frontière nord de la province du Chubut.
Située sur le rebord sud de la meseta de Somuncurá, la région à un microclimat assez doux, avec des sources d'eau thermale et une végétation assez riche et différenciée, ce qui lui donne des caractéristiques d'oasis.

## Toponymie
Telsen est un vocable tehuelche qui signifie jonc, roseau.

## Économie
Durant la première moitié du XXe siècle, il existait des vignobles en production dans la zone. On y produisait des vins qui firent la renommée de la localité. Mais cette activité a cessé depuis lors. Actuellement on pratique la fruticulture (pommes), l'horticulture, l'élevage des ovins, ainsi que la confection de textiles artisanaux et l'élaboration de dulces. Dans la proche région des Bajos del Gualicho à Guanaquito, il y a des gisements de quartz, chalcédoine, fluorite, plâtre, matériaux utilisés en joaillerie également artisanale.

## Population
La localité comptait 486 habitants en 2001, soit 15,4 % de plus qu'en 2001.